# 비밀번호
비밀번호(秘密番號) 또는 패스워드(영어: password), 암구호(暗口號, 문화어: 통과암호)는 무언가에 접근 또는 통과할 수 있는 권한을 얻기 위해 입력해야 하는 미리 정해진 문자열 또는 숫자열이다.

## 컴퓨터 과학

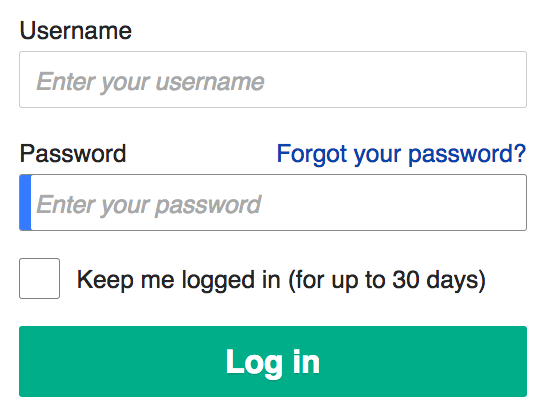
사용자 이름과 비밀번호를 요청하는 위키백과의 로그인 양식.

비밀 인증 데이터의 한 형식으로 어떠한 자원에 대한 접근을 제어하는 데에 사용된다. 비밀번호는 허용되지 않는 접근으로부터 비밀을 보호하며, 접근권을 얻으려는 사람들에게 비밀번호를 물어서 접근 여부를 결정한다.
현대의 경우 비밀번호는 컴퓨터 운영 체제, 휴대 전화, CATV 디코딩 장치, 현금 자동 입출금기 등의 접근 제어를 위해 사용된다. 일반 컴퓨터 사용자는 여러 목적을 위해 비밀번호를 요구할 수 있다.
소유자가 기억하기 쉬운 비밀번호는 일반적으로 해커가 추측해내기 쉽다는 것을 의미한다. 그러나 기억하기 어려운 비밀번호라 할지라도 시스템의 보안을 감소시킬 수 있는데 그 이유는 (ㄱ) 사용자가 따로 비밀번호를 적어두거나 전자적으로 비밀번호를 저장하기 때문에, (ㄴ) 사용자가 주기적인 비밀번호 재설정이 필요하기 때문에, (ㄷ) 사용자가 동일한 비밀번호를 다시 사용할 가능성이 더 높기 때문이다. 이와 비슷하게 비밀번호를 강력하게 만드는 것은 대소문자와 숫자를 섞어서 만든다든지, 한 달에 한 번씩 비밀번호를 변경한다든지 등을 통해 가능하다. 긴 비밀번호가 다양한 문자가 포함된 더 짧은 비밀번호 보다 보안이 더 강력한지에 대해서는 의문을 제기하고 있다.
2013년에 구글은 가장 흔한 비밀번호 유형 목록을 공개하였으며 이들 모두 보안에 취약한데, 그 이유는 추측해내기 너무 쉽기 때문이다.(특히 소셜 미디어 사용자를 연구한 이후 보안에 취약해졌다.):
- 반려동물, 자식, 가족 구성원, 중요타인의 이름
- 기념일, 생일
- 출생지
- 좋아하는 휴일의 이름
- 좋아하는 스포츠 팀과 관련한 것
- "password"라는 비밀번호

## 같이 보기
- 인증
- 비밀구절 (passphrase)